# Wołanie z Wołynia
Wołanie z Wołynia – pismo religijno-społeczne rzymskokatolickiej diecezji łuckiej, wydawane od 1994 roku. Inicjatorem, redaktorem i jego wydawcą jest ks. Witold Józef Kowalów. Pismo wydawane jest po polsku i ukraińsku. 
W ramach serii wydawniczej Biblioteka „Wołania z Wołynia” (która wychodzi od 1997 roku) ukazało się 155 książek (2022).
Ostatnie wydania: 
- Ksiądz Władysław Wanags (1931-2001) – obrońca Kościoła na Podolu / Władysław Rożkow ; Instytut Badań Kościelnych w Łucku. Biały Dunajec; Ostróg : Ośrodek „Wołanie z Wołynia”, 2018. Seria: Biblioteka „Wołania z Wołynia”; t. 138[1].

- Misje jezuitów na Wołyniu 1928-1939 / opracowanie Maria Dębowska, Stanisław Augustynek; Instytut Badań Kościelnych w Łucku. Biały Dunajec; Ostróg: „Wołanie z Wołynia”, 2019  Seria: „Biblioteka Wołania z Wołynia”; t. 139.

- O rzezi wołyńskiej i pojednaniu: dzienne rozmowy rodaków / Vitold-Yosif Kovaliv vel Witold Józef Kowalów; Instytut Badań Kościelnych w Łucku.Seria: Biały Dunajec; Ostróg: „Wołanie z Wołynia”, 2019 Biblioteka „Wołania z Wołynia”; t. 140.

- Ksiądz Kazimierz Tytus Chaszczyński. Proboszcz parafii w Kodni / Maria Dębowska. Biały Dunajec; Ostróg: „Wołanie z Wołynia”, 2020 Seria: Biblioteka „Wołania z Wołynia”;  t. 145

- Kalas M., Rozynkowski W. Droga krzyżowa z błogosławionym księdzem Władysławem Bukowińskim. Biały Dunajec, Ośrodek „Wołanie z Wołynia”: 2020. Seria: Biblioteka „Wołania z Wołynia”; t. 149.

- Miłość za miłość: zapiski 1930-1938 / Władysław Bukowiński ; odczytała, opracowała, przypisami i wstępem opatrzyła Maria Kalas. Biały Dunajec; Toruń; Ostróg: Ośrodek „Wołanie z Wołynia”, 2021. Seria: Biblioteka „Wołania z Wołynia”; t. 150

- Ksiądz Hieronim Szczerbicki 1910-1943: męczennik wołyński ; Instytut Badań Kościelnych w Łucku – Biały Dunajec; Ostróg: „Wołanie z Wołynia”, 2022. (Biblioteka „Wołania z Wołynia” ; t. 154)

- Witold Józef Kowalów (red.). Jazłowiec. Biały Dunajec; Ostróg: „Wołanie z Wołynia”, 2022. Seria: Biblioteka „Wołania z Wołynia” ; t. 155.

W 2019 roku pismo zostało uhonorowane nagrodą „Semper Fidelis”, przyznawaną przez Instytut Pamięci Narodowej.